# 酒井拓也
酒井 拓也（さかい たくや）は、日本の作曲家、編曲家。Arte Refact所属。アニメ・ゲーム楽曲の作曲・編曲を多く手掛ける。

## 来歴・人物
幼少のころ、通っていたエレクトーン教室で型にはめ込まれるのを嫌う。気づけば兄のギターを勝手にかき鳴らしていたが兄の影響で始めた音楽ゲームに傾倒。中学生でDAWと出会い、楽曲制作を開始。ダンス・ミュージックを取り入れたポップ・ミュージックを志向する。洗練された骨太エレクトリックサウンドと、熱く泥臭いロックサウンドを融合させ、勢いと迫力のある曲作りを心がけている。

## 主な作品

### アーティスト関連楽曲
- 小野友樹
  - 「祝福を、君に」（編曲）
- 小林愛香
  - グミチュウ（編曲[2]）
- 佐咲紗花
  - 「My Dignity」（作曲・編曲）
- 佐々木喜英
  - 「Toxic Night」（編曲）
- 下野紘
  - 「Blue Moon」（編曲）
- StylipS
  - 「フォーチュン・レター」（作曲・編曲）
- スフィア
  - 「Music Power→!!!!」（編曲）
- senya
  - 「こぼれた今日に」（編曲）
- Chuning Candy
  - 「BESIDE」（作曲・編曲）
  - 「STAND UP!!」（編曲）
- TRUE
  - 「僕たちのシナリオ」（作曲・編曲）
  - 「Joy Heart」（編曲）
  - 「Hello, Good bye」（編曲）
  - 「BLUE MOON CHILD」（編曲）
- Pile
  - 「816 not found」（編曲）
  - 「Primal Star」（編曲）
- 古川慎
  - 「miserable masquerade」（編曲）
- 星街すいせい
  - 「NEXT COLOR PLANET」（作曲・編曲）
  - 「自分勝手Dazzling」　(作曲・編曲)
- RITO from ミームトーキョー
  - 「Mephisto」（作曲・編曲）
- 結城アイラ
  - 「For My Dear…」（作曲・編曲）
- いれいす
  - 「I wanna ♡」（-hotoke- & 初兎）（編曲）
  - 「Fake Love」（りうら & -hotoke- & 初兎）（編曲）
  - 「Drowned Mermaid」（-hotoke-&If）（作曲・編曲）
  - 「ANTI HERO」（りうら&ないこ）（作曲）
  - 「零番街」（いれいす）（作曲・編曲）

### ゲーム関連楽曲
- アイドル☆シチュエーション
  - 橋本みゆき
    - 「空色の彼方で」（編曲）

  - 佐咲紗花
    - 「マイ・ディア・ガール」（編曲）
- アイドルマスター ミリオンライブ!
  - 伊吹翼（CV.Machico）
    - 「Believe my change!」（桑原聖と共編曲）

  - 佐竹美奈子（CV.大関英里）
    - 「SUPER SIZE LOVE!!」（作曲・編曲）

  - 望月杏奈（CV.夏川椎菜）
    - 「VIVID イマジネーション」（編曲）

  - 北上麗花（CV.平山笑美）
    - 「サマ☆トリ～Summer trip～」（桑原聖と共編曲）

  - 大神環（CV.稲川英里）
    - 「たんけんぼうけん☆ハイホー隊」（編曲）

  - 天空橋朋花（CV.小岩井ことり）
    - 「鳥籠スクリプチュア」（作曲・編曲）

  - 島原エレナ（CV.角元明日香）
    - 「ファンタジスタ・カーニバル」（編曲）

  - 所恵美（CV.藤井ゆきよ）
    - 「フローズンワード」（編曲）

  - 高坂海美（CV.上田麗奈）、田中琴葉（CV.種田梨沙）
    - 「Understand? Understand!」（編曲）

  - 望月杏奈（CV.夏川椎菜）、七尾百合子（CV.伊藤美来）
    - 「成長Chu→LOVER!!」（編曲）

  - レジェンドデイズ[メンバー 1]
    - 「合言葉はスタートアップ！」（作曲・編曲）

  - 春日未来（CV.山崎はるか）、最上静香（CV.田所あずさ）、伊吹翼（CV.Machico）
    - 「君との明日を願うから」（編曲）
- アイドルマスター SideM
  - 硲道夫（CV.伊東健人）
    - 「Learning Message」（編曲）

  - DRAMATIC STARS[メンバー 2]
    - 「MOON LIGHTのせいにして」（編曲）

  - DRAMATIC STARS[メンバー 2]・High×Joker[メンバー 3]
    - 「夜空を煌めく星のように」（編曲）

  - F-LAGS[メンバー 4]
    - 「Waving FLAGS」（作曲）
- あんさんぶるスターズ!
  - 鳴上嵐（CV.北村諒）
    - 「JEWEL STONE」（編曲）

  - 衣更真緒（CV.梶裕貴）
    - 「MAGICIAN'S PLAY!」（編曲）

  - Knights[メンバー 5]
    - 「Chechmate Knights」（編曲）
    - 「Voice of Sword」（矢鴇つかさと共編曲）

  - fine[メンバー 6]
    - 「RAINBOW CIRCUS」（編曲）

  - 2wink[メンバー 7]
    - 「シュガー・スパイス方程式」（編曲）

  - Ra*bits[メンバー 8]
    - 「Joyful×Box*」（作曲・編曲）

  - Trickstar
    - 「Rebellion Star」（編曲）
    - 「Infinite Star」（編曲）

  - 流星隊[メンバー 9]
    - 「流星花火」（編曲）
    - 「SUPER NOVA REVOLU5TAR」（編曲）
    - 「天下無敵☆メテオレンジャー！」（山本恭平と共編曲）

  - Switch[メンバー 10]
    - 「Temptation Magic」（編曲）

  - 2wink[メンバー 7]withUNDEAD[メンバー 11]
    - 「TRICK with TREAT!!」（矢鴇つかさと共編曲）

  - Eden[メンバー 12]
    - 「THE GENESIS」（編曲）
    - 「Dance in the Apocalypse」（編曲）
- イノセントバレット
  - 飛蘭
    - 「魂のreload」（編曲）
- IS 〈インフィニット・ストラトス〉 ヴァーサスカラーズ
  - 栗林みな実
    - 「GALACTIC WORLD」（主題歌、編曲）
- IS 〈インフィニット・ストラトス〉2 イグニッション・ハーツ
  - 篠ノ之箒（CV.日笠陽子）、セシリア・オルコット（CV.ゆかな）、凰鈴音（CV.下田麻美）、シャルロット・デュノア（CV.花澤香菜）、ラウラ・ボーデヴィッヒ（CV.井上麻里奈）
    - 「Grow Up Shining!!」（ED、編曲）
- ウマ娘 プリティーダービー
  - ナイスネイチャ（CV.前田佳織里）
    - 「アウト・オブ・トラインアングル」（編曲）
- 英雄*戦姫GOLD
  - 真崎エリカ
    - 「UNLIMITED HEART」（OP、編曲）
- ガールズ&パンツァー ドリームタンクマッチ
  - Choucho
    - 「one and only」（編曲）
- 遊技機ガールズ&パンツァー
  - 佐咲紗花
    - 「High-Flying Future!!」（桑原聖と共編曲）
- 乖離性ミリオンアーサー
  - 傭兵アーサー（CV.阿部敦）
    - 「REWARD OF BELIEF」（編曲）
- 神様と運命革命のパラドクス
  - 東條ネルエル（小泉花陽（CV.久保ユリカ））
    - 「コドクの回廊」（作曲・編曲）

  - 神楽坂ミナモ（星空凛（CV.飯田里穂））
    - 「ここで待ってるよ」（作曲・編曲）
- 黒蝶のサイケデリカ
  - 鴉翅（CV.柿原徹也）
    - 「ここからのミライで」（編曲）
- D.C.III P.P. 〜ダ・カーポIII プラチナパートナー〜
  - 橋本みゆき
    - 「Merry?Merry?Merry!」（編曲）

  - 桜川めぐ
    - 「Silent Wish」（作曲・編曲）
- REALIVE! 〜帝都神楽舞隊〜
  - 七刀星[メンバー 13]、Crown Clan[メンバー 14]、EGO1ST[メンバー 15]、+HOLIC+[メンバー 16]、司令部[メンバー 17]
    - 「愛がある限りここにいる」（編曲）

### アニメ関連楽曲
- アイドルタイムプリパラ
  - 夢川ゆい（CV.伊達朱里紗）、真中らぁら（CV.茜屋日海夏）
    - 「ブランニューハピネス！」（本多友紀と共編曲）

  - 夢川ゆい（CV.伊達朱里紗）、虹色にの（CV.大地葉）、幸多みちる（CV.山田唯菜）
    - 「ハートフル♡ドリーム」（編曲）

  - DressingPafé
    - 「Get Over Dress-code」（桑原聖と共作曲・編曲）

  - WITH[メンバー 18]
    - 「リフレイン・ザ・シンフォニー」（編曲）
    - 「BLASTING CLAP！」（編曲）
    - 「JUST NOW!」（編曲）
- あんさんぶるスターズ!
  - 紅月[メンバー 19]
    - 「月下無双、紅の舞」（ED、編曲）

  - Trickstar[メンバー 20]、Eden
    - 「キセキ」（第2クールOP、山本恭平と共編曲）

  - Knights[メンバー 5]
    - 「Promise Swords」（ED、編曲）
- 犬とハサミは使いよう
  - 秋月マキシ（CV.芹澤優）
    - 「outshine」（編曲）

  - MADOKA（CV.阿澄佳奈）
    - 「Eternal Spice」（編曲）
- IS〈インフィニット・ストラトス〉
  - セシリア・オルコット（CV.ゆかな）
    - 「Perfect Pride」（編曲）
- ウマ娘 プリティーダービー
  - スペシャルウィーク（CV.和氣あず未）、サイレンススズカ（CV.高野麻里佳）、トウカイテイオー（CV.Machico）、ウオッカ（CV.大橋彩香）、ダイワスカーレット（CV.木村千咲）、ゴールドシップ（CV.上田瞳）、メジロマックイーン（CV.大西沙織）
    - 「グロウアップ・シャイン！」（ED、編曲）
- かみさまみならい ヒミツのここたま
  - ERIKA 
    - 「ここたまハッピ～パラダイス！」（OP、編曲）
- 境界線上のホライゾン
  - 葵・喜美（CV.斎藤千和）
    - 「Girls date With you Till dawn」（編曲）

  - 浅間・智（CV.小清水亜美）
    - 「武蔵浅間神社祝詞十一式”武蔵整調”歌唱型」（作曲）

  - マルガ・ナルゼ（CV.新田恵海）
    - 「勇気の御茶会」（編曲）
- 境界線上のホライゾンII
  - きみとあさまで[メンバー 21]
    - 「武蔵浅間神社祝詞三十二式 “木花之佐久夜” 歌唱型」（作曲）

  - 浅間・智（CV.小清水亜美）
    - 「きみとあさまで」（作曲・fandelmaleと共編曲）
- キラッとプリ☆チャン
  - 白鳥アンジュ（CV.三森すずこ）
    - 「フォーチュン・カラット」（編曲）

  - 緑川さら（CV.若井友希）
    - 「My Secret heArtbeats」（脇眞富と共編曲）

  - 桃山みらい（CV.林鼓子）
    - 「TOKIMEKIハート・ジュエル♪」（編曲）

  - メルティックスター[メンバー 22]
    - 「La La Meltic stAr」（作曲・編曲）

  - Run Girls, Run!
    - 「ルミナンスプリンセス」（OP、作曲・編曲）
- コメット・ルシファー
  - 大橋彩香
    - 「裸足のままでもこわくない」（ED、編曲）
- 小森さんは断れない!
  - senya
    - 「とあるいつもを」（主題歌、編曲）
- SERVAMP-サーヴァンプ-
  - 椿（CV.鈴木達央）
    - 「憂鬱坂は今日も雨」（編曲）
- 最弱無敗の神装機竜
  - TRUE
    - 「飛竜の騎士」（OP、編曲）
- 咲-Saki-全国編
  - 橋本みゆき
    - 「New SPARKS!」（OP、編曲）
    - 「TRUE GATE」（ED、作曲・編曲）
- 装神少女まとい
  - 皇まとい（CV.諏訪彩花）、草薙ゆま（CV.大空直美）
    - 「笑う神には福来たる！」（編曲）
- テイルズ オブ ゼスティリア ザ クロス
  - 真崎エリカ
    - 「Ageless moon」（挿入歌、編曲）
- 転生したらスライムだった件
  - 寺島拓篤
    - 「メグルモノ」（OP、編曲）
    - 「ヒカリハナツ」（コリウスの夢 OP、作曲・編曲[3]）
- ドリフェス!R
  - 天宮奏（CV.石原壮馬）、及川慎（CV.溝口琢矢）、佐々木純哉（CV.富田健太郎）、片桐いつき（CV.太田将熙）、沢村千弦（CV.正木郁）
    - 「ユメノコドウ」（第2期OP、編曲）
- 長門有希ちゃんの消失
  - キョン（CV.杉田智和）
    - 「giragira shake」（作曲・編曲）
- sin 七つの大罪
  - ベリアル（CV.伊藤静）
    - 「YES or YES」（編曲）
- バディ・コンプレックス
  - TRUE
    - 「UNISONIA」（OP、編曲）
- 腐男子高校生活
  - 坂口亮（CV.羽多野渉）
    - 「SEKAIはボーイミーツボーイ♪」（編曲）
- プラネット・ウィズ
  - 渕上舞
    - 「Rainbow Planet」（OP、編曲）
- Fate/kaleid liner プリズマ☆イリヤ
  - ルヴィアゼリッタ・エーデルフェルト（CV.伊藤静）
    - 「まどろみの紅茶」（編曲）
- Fate/kaleid liner プリズマ☆イリヤ ツヴァイ!
  - 栗林みな実
    - 「moving soul」（OP、編曲）
- プリパラ
  - 「CHANGE! MY WORLD」（編曲）
  - 「ラッキー！サプライズ☆バースデイ」（編曲）
  - 「レインボウ・メロディー♪」（ED、編曲）
  - 「アラウンド・ザ・プリパラシド」（編曲）
  - 「ぷりっとぱ～ふぇくと」（編曲）
  - 「Growin' Jewel!」（ED、編曲）
  - 「アメイジング・キャッスル」（編曲）
  - 「ラン♪ for ジャンピン！」（編曲）
  - 「Mon chouchou」（矢鴇つかさと共編曲）
  - 「シュガーレス×フレンド」（編曲）
  - 「組曲フォーエバー☆フレンズ」（編曲）
  - 「神曲！～Gaarmage Tourism～」（編曲）
- 劇場版プリパラ み～んなのあこがれ♪レッツゴー☆プリパリ
  - SoLaMi SMILE
    - 「トライアングル・スター」（編曲）
- 劇場版プリパラ み～んなでかがやけ!キラリン☆スターライブ!
  - 北条そふぃ（CV.久保田未夢）
    - 「Red Flash Revolution」（編曲）

  - 南みれぃ（CV.芹澤優）
    - 「TRIal HEART ～恋の違反チケット～」（編曲）
- 劇場版プリパラ＆キラッとプリ☆チャン ～きらきらメモリアルライブ～
  - Run Girls, Run!
    - 「プリマ☆ドンナ？メモリアル！」（主題歌、桑原聖と共作曲・共編曲）
- 文豪ストレイドッグス
  - 太宰治（CV.宮野真守）
    - 「永遠未遂にグッド・バイ」（編曲）
- 政宗くんのリベンジ
  - 大橋彩香
    - 「ワガママMIRROR HEART」（OP、編曲）
- ラブライブ!サンシャイン!!
  - 渡辺曜（CV.斉藤朱夏）
    - 「Beginner's Sailing」（作曲・編曲）

  - Aqours[メンバー 23]
    - 「MIRACLE WAVE」（作曲）
    - 「ハミングフレンド」（編曲）
    - 「Deep Resonance」（編曲）

  - Guilty Kiss[メンバー 24]
    - 「Guilty Eyes Fever」（編曲）
- ワルキューレロマンツェ
  - 橋本みゆき
    - 「UN-DELAYED」（OP、編曲）

### 舞台関連楽曲
- あんさんぶるスターズ! オン・ステージ
  - Trickstar
    - 「Growing Smile」（編曲）
- あんさんぶるスターズ! オン・ステージ 〜Take your marks!～
  - Trickstar
    - 「Wish upon a Stars」（編曲）
- あんさんぶるスターズ! エクストラ・ステージ 〜Judge of Knights～
  - 瀬名泉（高崎翔太）・鳴上嵐（北村諒）・天祥院英智（前山剛久）
    - 「material advantage」（編曲）
- あんさんぶるスターズ! オン・ステージ ～To the shining future～
  - Trickstar
    - 「WE CAN SHINE!」（編曲）
- あんステフェスティバル
  - fine
    - 「Angel's Wing」（編曲）
- 少女☆歌劇 レヴュースタァライト
  - 愛城華恋（小山百代）・神楽ひかり（三森すずこ）
    - 「Fancy You」（編曲）

  - スタァライト九九組
    - 「舞台少女心得」（編曲）
    - 「スタァライトシアター」（編曲）
- 朗読劇思春期ビターチェンジ
  - 大塚結依（稲川英里／篠田みなみ）
    - 「ポケットメモリー」（主題歌、編曲）

### ユニットメンバー
1. ↑  我那覇響（沼倉愛美）、秋月律子（若林直美）、高槻やよい（仁後真耶子）、双海亜美（下田麻美）、水瀬伊織（釘宮理恵）
2. 1 2  天道輝（仲村宗悟）、桜庭薫（内田雄馬）、柏木翼（八代拓）
3. ↑  伊瀬谷四季（野上翔）、秋山隼人（千葉翔也）、若里春名（白井悠介）、冬美旬（永塚拓馬）、榊夏来（渡辺紘）
4. ↑  秋月涼（三瓶由布子）、兜大吾（浦尾岳大）、九十九一希（徳武竜也）
5. 1 2  月永レオ（浅沼晋太郎）、朱桜司（土田玲央）、朔間凛月（山下大輝）、鳴上嵐（北村諒）、瀬名泉（伊藤マサミ）
6. ↑  天祥院英智（緑川光）、姫宮桃李（村瀬歩）、伏見弓弦（橋本晃太朗）、日々樹渉（江口拓也）
7. 1 2  葵ひなた&葵ゆうた（斉藤壮馬）
8. ↑  仁兎なずな（米内佑希）、紫之創（高坂知也）、真白友也（比留間俊哉）、天満光（池田純矢）
9. ↑  守沢千秋（帆世雄一）、南雲鉄虎（中島ヨシキ）、高峯翠（渡辺拓海）、仙石忍（新田杏樹）、深海奏汰（西山宏太朗）
10. ↑  逆先夏目（野島健児）、青葉つむぎ（石川界人）、春川宙（山本和臣）
11. ↑  朔間零（増田俊樹）、乙狩アドニス（羽多野渉）、大神晃牙（小野友樹）、羽風薫（細貝圭）
12. ↑  乱凪砂（諏訪部順一）、巴日和（花江夏樹）、七種茨（逢坂良太）、漣ジュン（内田雄馬）
13. ↑  風見勇真（梶原岳人）、久能純（谷口博昭）、米倉鷹久（谷口淳志）、藤堂豪一郎（千葉瑞己）、白神透（會田海心）、赤音輝（小西成弥）、綾井雪松（遊馬晃祐）
14. ↑  貴船雅彦（小林竜之）、鯨屋練（大坪康亮）、サー・ユリエル・フィドルバード（沢城千春）、佐々木裕之助（古田一紀）、橘幸作（岡延明）
15. ↑  瀬乃崎宗（松岡一平）、東雲仁（宮崎遊）、高城貫（伊勢大貴）
16. ↑  椿坂龍馬（高橋健介）、双葉日向（汐谷文康）、双葉向夜（尾股未知也）、氷室零（伊藤昌弘）
17. ↑  津田新造（福西勝也）、皆川風汰（古畑恵介）、皆川修司（新井雄也）
18. ↑  夢川ショウゴ（山下誠一郎）、三鷹アサヒ（小林竜之）、高瀬コヨイ（土田玲央）
19. ↑  蓮巳敬人（梅原裕一郎）、鬼龍紅郎（神尾晋一郎）、神崎颯馬（神永圭佑）
20. ↑  氷鷹北斗（前野智昭）、明星スバル（柿原徹也）、遊木真（森久保祥太郎）、衣更真緒（梶裕貴）
21. ↑  葵・喜美（斎藤千和）、ネイト・ミトツダイラ（井上麻里奈）、浅間・智（小清水亜美）
22. ↑  赤城あんな（芹澤優）、緑川さら（若井友希）、紫藤める（森嶋優花）
23. ↑  高海千歌（伊波杏樹）、桜内梨子（逢田梨香子）、松浦果南（諏訪ななか）、黒澤ダイヤ（小宮有紗）、渡辺曜（斉藤朱夏）、津島善子（小林愛香）、国木田花丸（高槻かなこ）、小原鞠莉（鈴木愛奈）、黒澤ルビィ（降幡愛）
24. ↑  桜内梨子（逢田梨香子）、津島善子（小林愛香）、小原鞠莉（鈴木愛奈）